# 野上進
野上 進（のがみ すすむ、1901年1月25日 - 1965年12月21日）は、日本の実業家、政治家。参議院議員（1期、自由民主党）。

## 経歴
熊本県出身。1923年明治大学専門部政経科卒。卒業後は関東庁警察部に入り、のち熊本県内の各警察署長、同県刑事、警防の各課長、熊本市交通局長、熊本電気軌道社長、九州産業交通初代社長、同会長、熊本観光社長、ラジオ熊本、熊本振興各取締役、熊本県交通安全協会、同県バス協会、同県トラック協会各会長などを務めた。
1947年、熊本県議会に当選し、副議長となる。自由党熊本県支部幹事長、1956年、自由民主党熊本県連会長、1960年、参議院議員熊本地方区補欠選挙に当選、参議院運輸委員会委員長などを歴任する。1965年の第7回参議院議員通常選挙には不出馬。同年12月21日死去、64歳。死没日をもって勲三等瑞宝章追贈（勲六等からの昇叙）、正七位から正五位に叙される。